# Stanislav Suchina
Stanislav Valer'evič Suchina (in russo Станислав Валерьевич Сухина?; Čerkasy, 16 agosto 1969) è un ex arbitro di calcio russo, internazionale dal 2003 al 2012.